# Henning Solberg
Henning Solberg (Askim, 8 januari 1973) is een Noors rallyrijder, jarenlang actief in het wereldkampioenschap rally als privé-rijder. Solberg is de oudere broer van Petter Solberg, voormalig kopman bij het Subaru fabrieksteam en wereldkampioen in het 2003 seizoen.

## Carrière

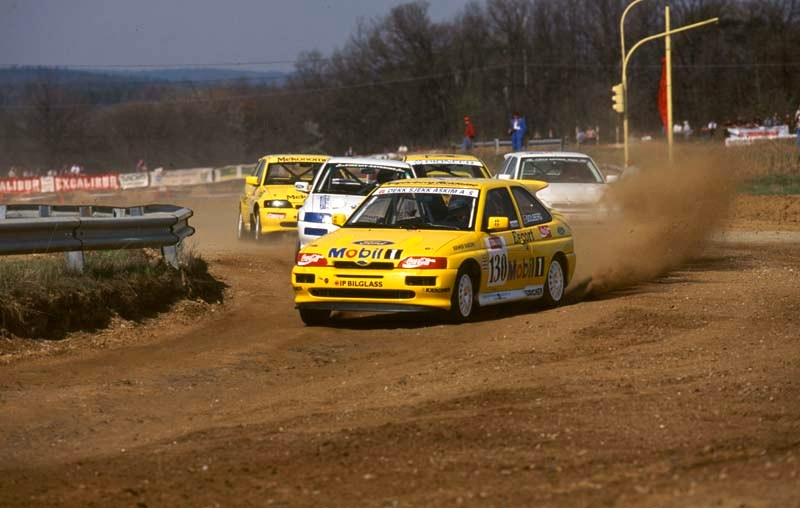
Henning Solberg actief in de rallycross in 1995

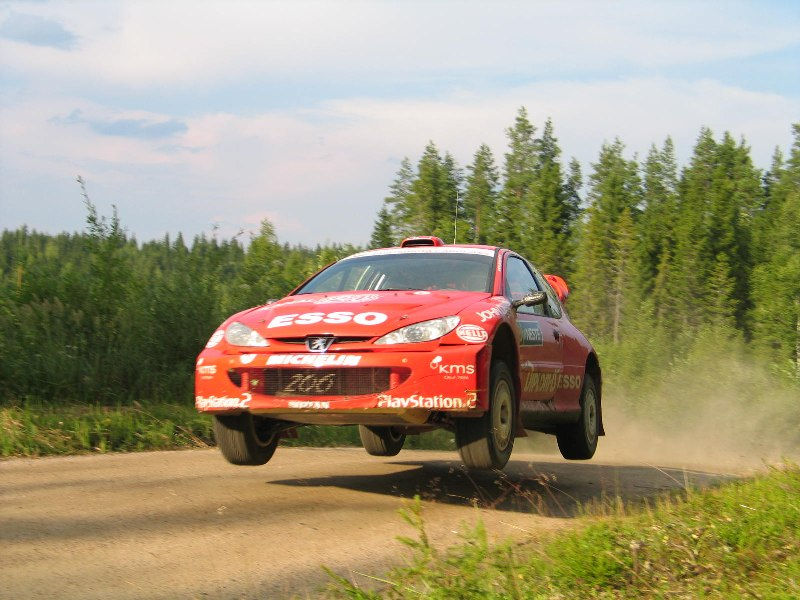
In 2004 actief in het WK met een Peugeot 206 WRC van Bozian Racing

Net als zijn jongere broer Petter, begon Henning Solberg zijn carrière als autocoureur in Billcros-wedstrijden (in Zweden folkrace genoemd en in Scandinavië een relatief goedkope versie van rallycross) en later ook in echte rallycross evenementen. Midden jaren negentig stapte hij over naar de rallysport, en werd tussen 1999 en 2003 vijfmaal achtereenvolgend Noors rallykampioen.
In het wereldkampioenschap rally reed hij lange tijd rond als privé-rijder. In het 2005 seizoen kreeg hij een plaats binnen het fabrieksteam van Ford, waarvoor hij een geselecteerd programma reed met de Ford Focus RS WRC, en zijn beste resultaat noteerde met een vierde plaats in Cyprus. In 2006 kwam hij uit voor het Franse Bozian Racing, die samen met hoofdsponsor OMV een volledig programma ondernamen met twee ex-fabrieks Peugeot 307 WRC's voor Solberg en teamgenoot Manfred Stohl. Beide reden een goed seizoen, en Solberg behaalde dat jaar zijn eerste podium resultaat in het WK toen hij als derde eindigde in Turkije. Voor 2007 keerde Solberg terug achter het stuur van een Ford Focus WRC, nu actief voor het Britse Stobart Ford, het satelliet team van Ford in het WK rally. Solberg reed een degelijk seizoen, waarin hij in alle gevallen de finish haalde en ditmaal twee keer een op het podium eindigde. Het 2008 seizoen verliep ondanks een reeks aan resultaten binnen de punten iets minder voor Solberg, en een podiumplaats ontbrak dit keer. Naast Stobart, kwam de Noor dat jaar ook in enkele rally's uit voor het Argentijnse Munchi's Ford team, al bleef hij aanhouden met de karakteristieke oranje kleurstelling van zijn Focus WRC. De start van het 2009 seizoen begon bemoedigend voor Solberg met een vierde plaats tijdens de openingsronde in Ierland en ronde twee voor eigen publiek in Noorwegen. In Argentinië behaalde hij met een derde plaats zijn eerste podium van het seizoen, een resultaat dat hij later dat jaar wist te herhalen in Polen. Desondanks verliep het seizoen wisselvallig en Solberg klasseerde als zesde in de stand om het rijderskampioenschap; een evenaring van zijn resultaat uit 2007. Ook in 2010 kwam Solberg naast teamgenoot Matthew Wilson uit voor het team van Stobart Ford. Hij reed wederom naar solide resultaten toe, al ontbrak dit keer een plaats op het podium. Voor de asfaltrondes nam Solberg plaats in de Ford Fiesta S2000, waarmee hij overtuigde met sterke top tien resultaten. Hij sloot het seizoen echter af achter het stuur van de Focus WRC, eindigend als zesde in Groot-Brittannië.

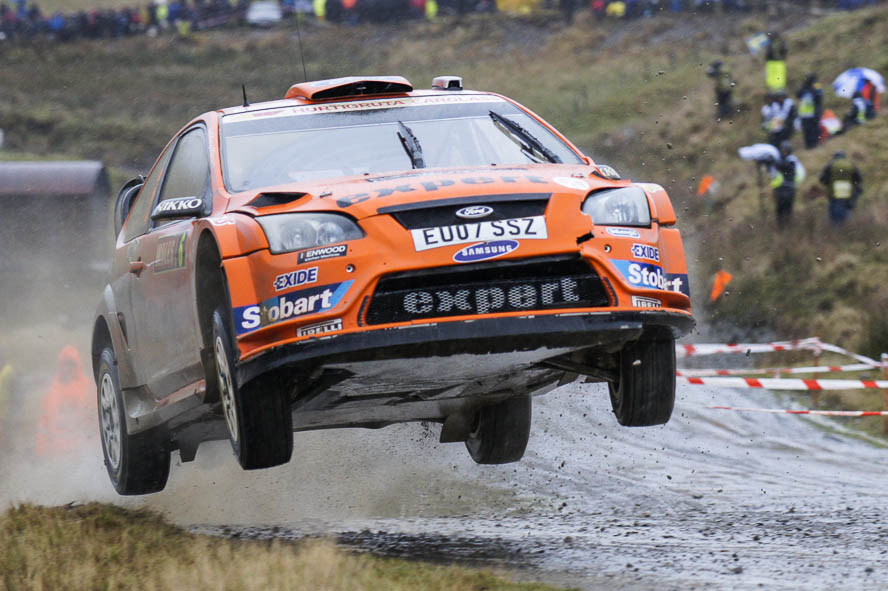
Solberg in zijn laatste rally met de Focus WRC in Groot-Brittannië in 2010

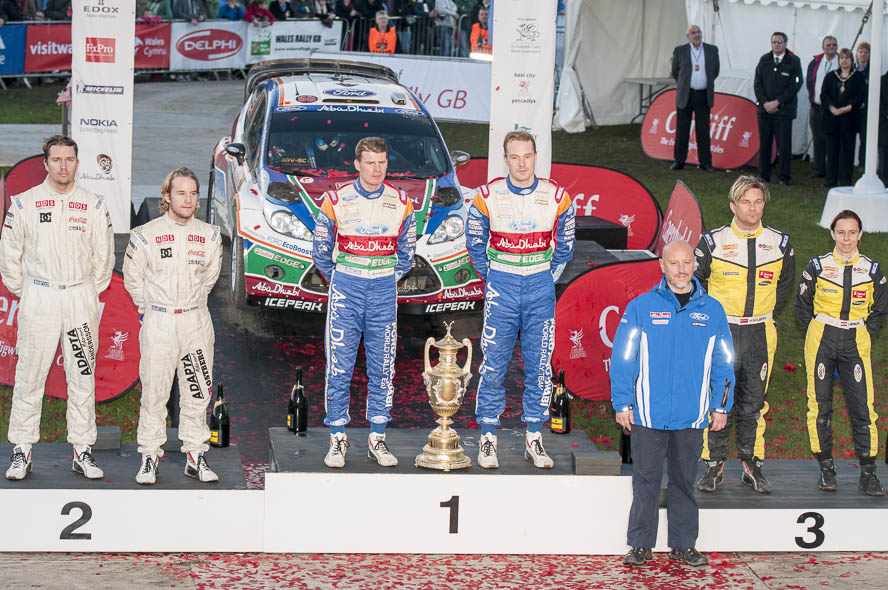
Solberg (tweede van rechts) op het podium in Groot-Brittannië in 2011

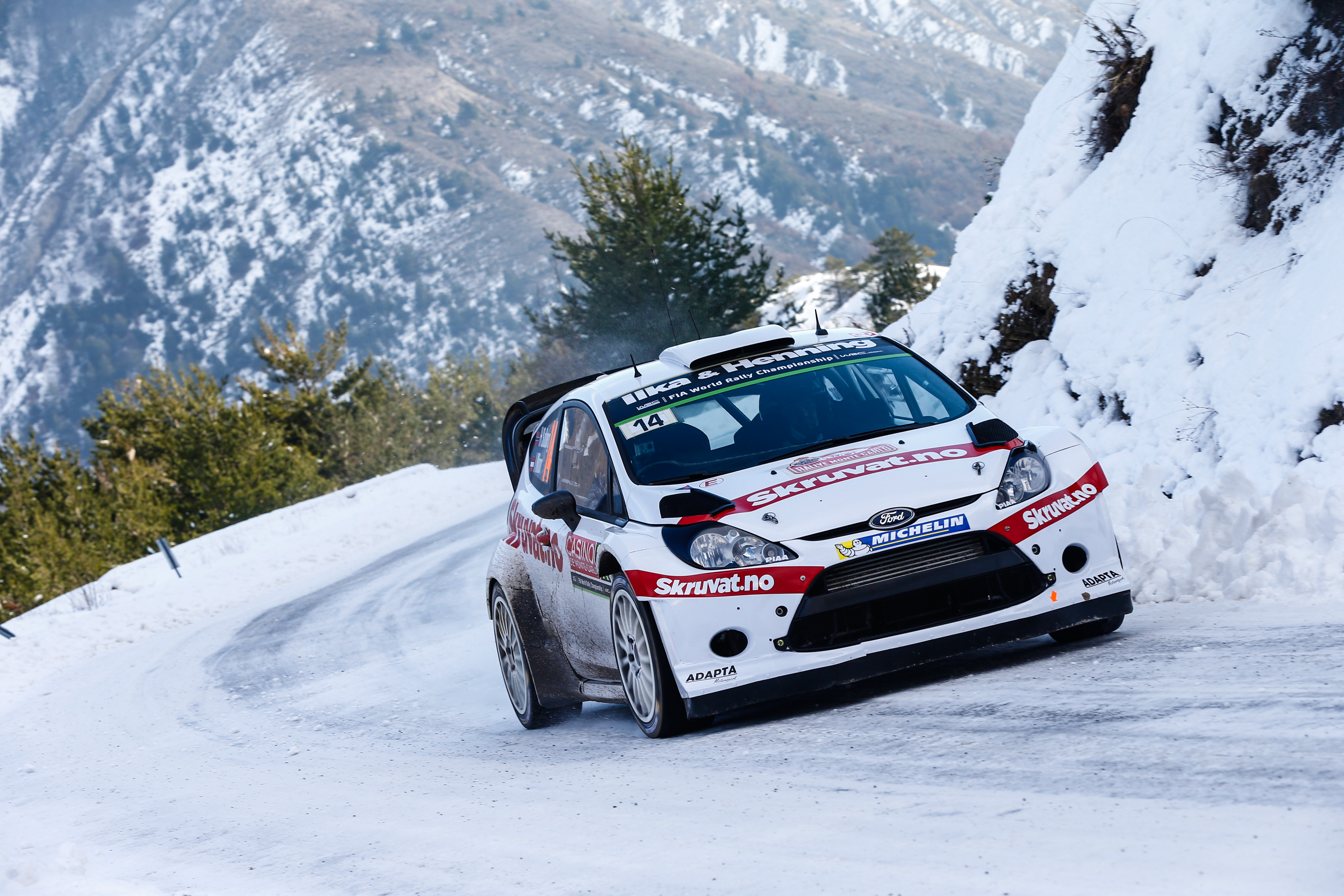
Solberg actief met de Fiesta RS WRC in Monte Carlo in 2015

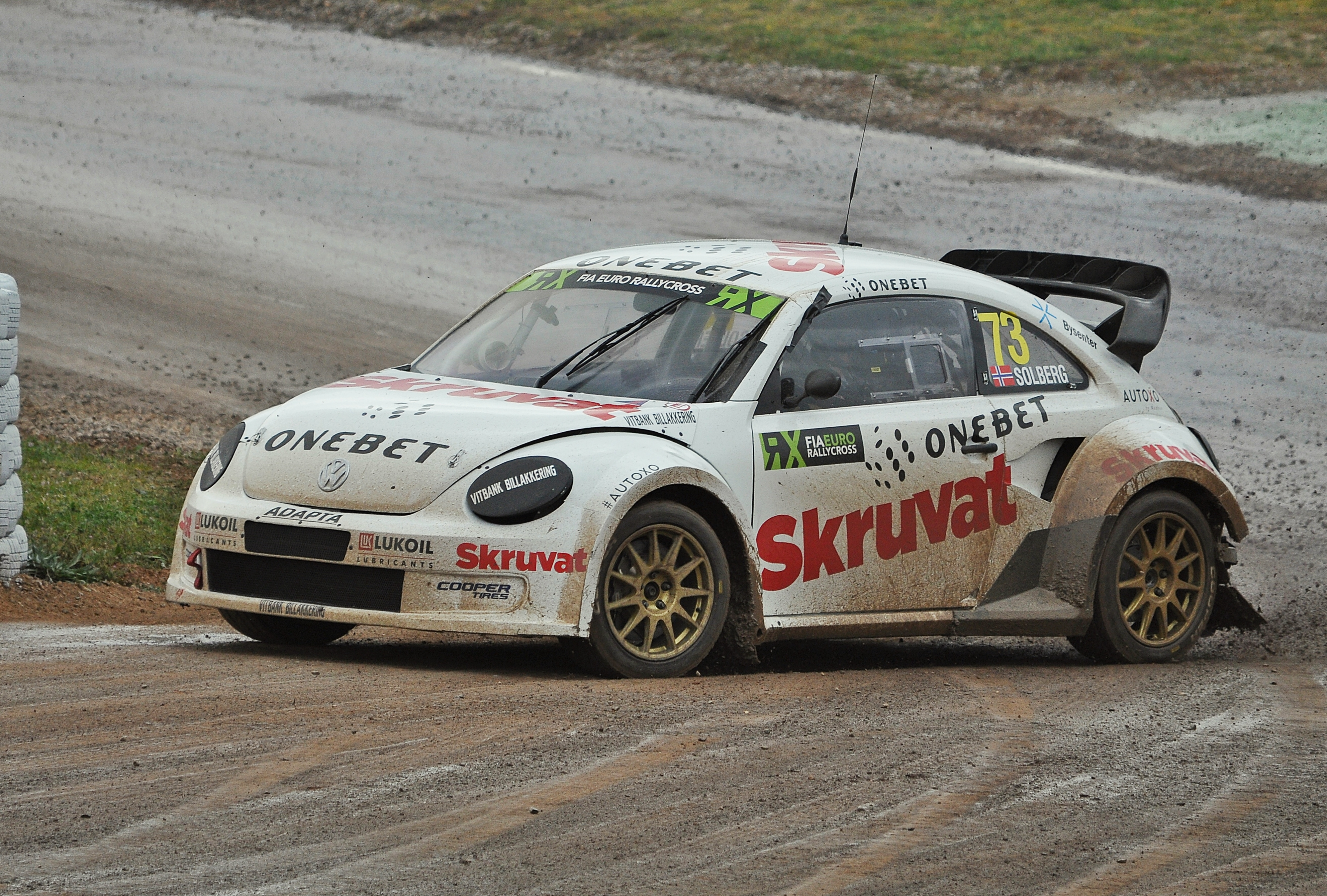
Deelnemend aan het EK rallycross in 2017

In 2011 reed hij voor Stobart Ford in de nieuwe Ford Fiesta RS WRC. Wederom reed hij constant naar zijn punten toe, maar een hoogtepunt kwam nog toen hij het seizoen wist af te sluiten met een derde plaats in Groot-Brittannië. In het 2012 seizoen kwam hij slechts twee keer in actie, met een zevende plaats in Zweden als beste resultaat. Solberg maakte in deze periode ook weer wat uitstappen naar de rallycross. In groter programma in het WK rally volgde weer in 2014, opnieuw met een Fiesta RS WRC. Een vijfde plaats in Portugal was dit keer zijn hoogste notering. Sindsdien is Solberg sporadisch WK-rally's blijven rijden.
In 2017 nam Solberg deel aan het Europees rallycross kampioenschap met een Volkswagen Beetle.
Solberg is de stiefvader van rallyrijder Pontus Tidemand.

## Complete resultaten in het wereldkampioenschap rally
| Seizoen | Inschrijving                          | Auto                     | 1       | 2       | 3       | 4       | 5       | 6       | 7       | 8       | 9       | 10     | 11     | 12     | 13      | 14      | 15      | 16     | Pos. | Punten |
| ------- | ------------------------------------- | ------------------------ | ------- | ------- | ------- | ------- | ------- | ------- | ------- | ------- | ------- | ------ | ------ | ------ | ------- | ------- | ------- | ------ | ---- | ------ |
| 1998    | Shell Norge                           | Toyota Celica GT-Four    | MON     | ZWE 12  | KEN     | POR     | SPA     | FRA     | ARG     | GRI     | NZL     | FIN    | ITA    | AUS    | GBR     |         |         |        | –    | 0      |
| 1999    | Henning Solberg                       | Ford Escort WRC          | MON     | ZWE     | KEN     | POR     | SPA     | FRA     | ARG     | GRI     | NZL     | FIN    | CHN    | ITA    | AUS     | GBR DNF |         |        | –    | 0      |
| 2000    | Henning Solberg                       | Ford Escort WRC          | MON     | ZWE DNF | KEN     | POR DNF | SPA     | ARG     | GRI     | NZL     |         |        |        |        |         |         |         |        | –    | 0      |
| 2000    | Henning Solberg                       | Toyota Corolla WRC       |         |         |         |         |         |         |         |         | FIN DNF | CYP    | FRA    | ITA    | AUS     | GBR 14  |         |        | –    | 0      |
| 2001    | Henning Solberg                       | Toyota Corolla WRC       | MON     | ZWE DNF | POR DNF | SPA     | ARG     | CYP     | GRI     | KEN     | FIN DNF | NZL    | ITA    | FRA    | AUS     |         |         |        | –    | 0      |
| 2001    | Henning Solberg                       | Subaru Impreza WRC98     |         |         |         |         |         |         |         |         |         |        |        |        |         | GBR 13  |         |        | –    | 0      |
| 2002    | Henning Solberg                       | Toyota Corolla WRC       | MON     | ZWE 13  | FRA     | SPA     | CYP     | ARG     | GRI     | KEN     | FIN DNF | DUI    | ITA    | NZL    | AUS     | GBR     |         |        | –    | 0      |
| 2003    | Henning Solberg                       | Mitsubishi Lancer Evo VI | MON     | ZWE DNF | TUR     | NZL     | ARG     | GRI     | CYP     | DUI     | FIN DNF | AUS    | ITA    | FRA    | SPA     | GBR     |         |        | –    | 0      |
| 2004    | Bozian Racing                         | Peugeot 206 WRC          | MON     | ZWE 6   | MEX     | NZL DNF | CYP DNF | GRI     | TUR DNF | ARG     | FIN 10  | DUI    | JPN    | GBR 11 | ITA DNF | FRA     | SPA     | AUS    | 19   | 3      |
| 2005    | BP Ford World Rally Team              | Ford Focus RS WRC 04     | MON     | ZWE 5   | MEX     | NZL     | ITA 15  | CYP 4   | TUR 11  | GRI DNF | ARG     | FIN 9  | DUI    | GBR 10 | JPN     | FRA     | SPA     | AUS    | 14   | 9      |
| 2006    | OMV Peugeot Norway W.R.T.             | Peugeot 307 WRC          | MON DNF | SWE 8   | MEX 5   | ESP     | FRA     | ARG 7   | ITA DNF | GRE 5   | GER     | FIN 4  | JPN    | CYP 6  | TUR 3   | AUS DNF | NZL 12  | GBR 11 | 8    | 25     |
| 2007    | Stobart M-Sport Ford Rally Team       | Ford Focus RS WRC 06     | MON 14  | ZWE 4   | NOO 3   | MEX 9   | POR 11  | ARG 5   | ITA 4   | GRI 5   | FIN 5   | DUI 13 | NZL 9  | SPA 10 | FRA 9   | JPN 3   | IER 16  | GBR 15 | 6    | 34     |
| 2008    | Stobart VK M-Sport Ford Rally Team    | Ford Focus RS WRC 07     | MON 9   | ZWE 13  |         | ARG DNF | JOR 4   |         | GRI 8   | TUR 5   | FIN 5   | DUI 7  |        |        | FRA 15  |         | GBR DNF |        | 8    | 22     |
| 2008    | Munchi's Ford World Rally Team        | Ford Focus RS WRC 07     |         |         | MEX 5   |         |         | ITA 10  |         |         |         |        | NZL 9  | SPA 11 |         | JPN DNF |         |        | 8    | 22     |
| 2009    | Stobart VK M-Sport Ford Rally Team    | Ford Focus RS WRC 08     | IER 4   | NOO 4   | CYP 18  | POR 5   | ARG 3   | ITA 8   | GRI 15  | POL 3   | FIN 30  | AUS 7  | SPA 9  | GBR 5  |         |         |         |        | 6    | 33     |
| 2010    | Stobart M-Sport Ford Rally Team       | Ford Focus RS WRC 08     | ZWE 6   | MEX 6   | JOR 9   | TUR 25  | NZL 7   | POR DNF |         | FIN DNF |         | JPN 7  |        |        | GBR 6   |         |         |        | 8    | 45     |
| 2010    | Stobart M-Sport Ford Rally Team       | Ford Fiesta S2000        |         |         |         |         |         |         | BUL 10  |         | DUI 38  |        | FRA 9  | SPA 8  |         |         |         |        | 8    | 45     |
| 2011    | M-Sport Stobart Ford World Rally Team | Ford Fiesta RS WRC       | ZWE DNF | MEX 6   | POR 9   | JOR 14  | ITA DNF | ARG     | GRI 5   | FIN 7   | DUI 7   | AUS 14 | FRA 6  | SPA 8  | GBR 3   |         |         |        | 9    | 59     |
| 2012    | Go Fast Energy World Rally Team       | Ford Fiesta RS WRC       | MON 13  | ZWE 7   | MEX     | POR     | ARG     | GRI     | NZL     | FIN     | DUI     | GBR    | FRA    | ITA    | SPA     |         |         |        | 20   | 6      |
| 2013    | Henning Solberg                       | Ford Fiesta RS WRC       | MON     | ZWE 8   | MEX     | POR     | ARG     | GRI     | ITA     | FIN     | DUI     | AUS    | FRA    | SPA    | GBR     |         |         |        | 25   | 4      |
| 2014    | Henning Solberg                       | Ford Fiesta RS WRC       | MON     | ZWE 7   | MEX     | POR 5   | ARG     | ITA 7   | POL 9   | FIN 9   | DUI     | AUS    | FRA    | SPA    | GBR DNF |         |         |        | 11   | 26     |
| 2015    | Henning Solberg                       | Ford Fiesta RS WRC       | MON 11  |         |         |         |         |         |         |         |         |        |        |        |         |         |         |        | –    | 0      |
| 2015    | Adapta Motorsport                     | Ford Fiesta RS WRC       |         | ZWE 12  | MEX     | ARG     | POR     | ITA     | POL     | FIN     | DUI     | AUS    | FRA    | SPA    | GBR     |         |         |        | –    | 0      |
| 2016    | Henning Solberg                       | Ford Fiesta RS WRC       | MON     | ZWE 7   | MEX     | ARG 9   | POR 27  | ITA 7   | POL 15  |         |         |        |        |        |         |         |         |        | 14   | 14     |
| 2016    | M-Sport World Rally Team              | Ford Fiesta R5           |         |         |         |         |         |         |         | FIN 12  | DUI     | CHN C  | FRA    | SPA    | GBR     | AUS     |         |        | 14   | 14     |
| 2017    | Henning Solberg                       | Škoda Fabia R5           | MON     | ZWE 31  | MEX     | FRA     | ARG     | POR     | ITA     | POL     | FIN     | DUI    | SPA    | GBR    | AUS     |         |         |        | –    | 0      |
| 2018    | Henning Solberg                       | Ford Fiesta WRC          | MON     | ZWE 19  | MEX     | FRA     | ARG     | POR     | ITA     | FIN     | DUI     |        |        |        |         |         |         |        | 17   | 8      |
| 2018    | Henning Solberg                       | Škoda Fabia R5           |         |         |         |         |         |         |         |         |         | TUR 6  | GBR    |        |         |         |         |        | 17   | 8      |
| 2018    | Toksport WRT                          | Škoda Fabia R5           |         |         |         |         |         |         |         |         |         |        |        | SPA 17 | AUS     |         |         |        | 17   | 8      |
| 2019*   | Henning Solberg                       | Škoda Fabia R5           | MON     | ZWE 17  | MEX     | FRA     | ARG     | CHL     | POR 11  | ITA     |         |        | TUR 15 | GBR    | SPA     | AUS     |         |        | –    | 0      |
| 2019*   | Henning Solberg                       | Škoda Fabia R5 Evo       |         |         |         |         |         |         |         |         | FIN 15  | DUI    |        |        |         |         |         |        | –    | 0      |

* Seizoen loopt nog.